# Czas środkowoeuropejski letni
| WET lub WEST | Czas zachodnioeuropejski (UTC+0) Czas zachodnioeuropejski letni (UTC+1) |
| WET          | Czas zachodnioeuropejski (UTC+0)                                        |
| CET lub CEST | Czas środkowoeuropejski (UTC+1) Czas środkowoeuropejski letni (UTC+2)   |
| KSK          | Czas Królewca (UTC+2)                                                   |
| EET lub EEST | Czas wschodnioeuropejski (UTC+2) Czas wschodnioeuropejski letni (UTC+3) |
| MSK          | Czas moskiewski (UTC+3)                                                 |

Czas środkowoeuropejski letni (ang. Central European Summer Time, CEST) – strefa czasowa odpowiadająca czasowi słonecznemu południka 30°E, który różni się o 2 godziny od uniwersalnego czasu koordynowanego (UTC+02:00).
W Polsce czas środkowoeuropejski letni obowiązuje w okresie od ostatniej niedzieli marca do ostatniej niedzieli października.